# Ян Тільман
Ян Тільман (нім. Jan Thielmann, нар. 26 травня 2002, Ферен, Німеччина) — німецький футболіст, вінгер клубу «Кельн» та молодіжної збірної Німеччини.

## Ігрова кар'єра

### Клубна
Ян Тільман на молодіжному рівні виступав за клуби «Айнтрахт» (Трір) та «Кельн». Саме у складі останнього футболіст дебютував у турнірі Бундесліги 14 грудня 2019 року у матчі проти «Баєр 04».
Ян Тільман став першим футболістом Бундесліги 2002 року народження і другим молодим футболістом у складі «Кельна». У січні 2020 року Тільман підписав з клубом свій перший професійний контракт.
У сезоні 2022/23 Тільман дебютував на міжнародній арені у турнірі Ліги конференцій.

### Збірна
З 2021 року Ян Тільман є гравцем молодіжної збірної Німеччини.